# 二叉羊齒屬
二叉羊齒屬（學名：Dicroidium），又名叉蕨屬、叉葉松屬，是一屬已滅絕的種子蕨，生存於三疊紀時期的岡瓦納大陸上。它們生長在熱帶森林中，是喙頭龍目等的主要食草。其化石主要分布於南半球。

## 特徵

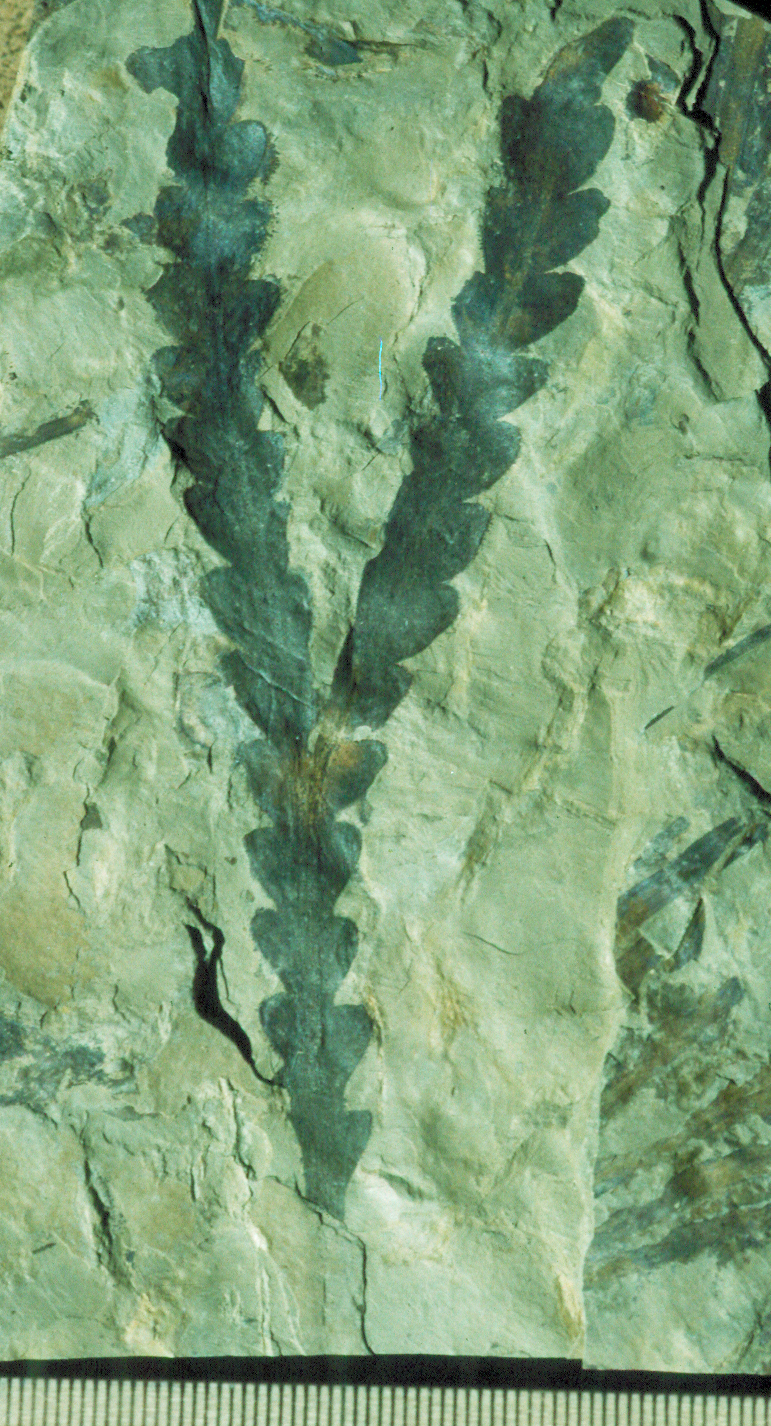
Dicroidium odontopteroides的葉化石，有著二歧分枝。

二叉羊齒的典型植株高度約為4公尺，植株的大小從灌木到小樹均有。複葉有著獨特的Y型分枝，故名二叉羊齒。其葉片雖有著蕨葉的外觀，但卻像其他種子蕨一樣有著厚實的角質層。

## 物種
- Dicroidium crassinervis
- Dicroidium coriaceum
- Dicroidium dubium
- Dicroidium odontopteroides [3]
- Dicroidium stelznerianum [4]
- Dicroidium zuberi [5]